# 稲垣浩
稲垣 浩（いながき ひろし、1905年〈明治38年〉12月30日 - 1980年〈昭和55年〉5月21日）は、日本の映画監督、脚本家、俳優。本名：稲垣 浩二郎。戦前期に伊丹万作、山中貞雄らと時代劇の傑作を生み出し、日本映画の基礎を作った名監督の一人である。チャンバラに頼らない時代劇を作り「髷をつけた現代劇」と呼ばれた。生涯で100本の映画を撮り、海外での評価も極めて高い。

## 経歴

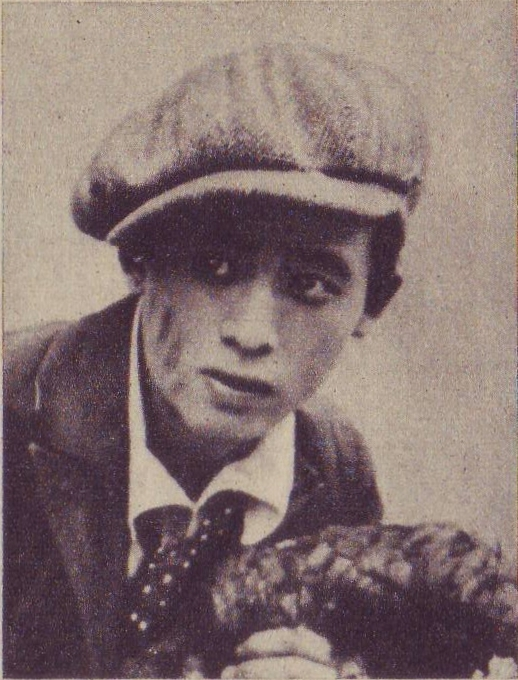
子役時代の稲垣浩

東京本郷区駒込千駄木町（現・文京区千駄木1丁目）に、父は新派俳優・東明二郎の息子として生まれた。母の病気のために小学校を一年でやめ、7歳から東明浩の芸名で子役となり舞台に立つ。8歳の時に母が亡くなり、父と共に旅公演に出たが、この間に独学で読み書きを覚え、小説家、劇作家を目指すほどの読書家となる。『カルメン抜粋曲』を聞いて以来、浅草金龍館のオペラファンとなり、戯曲の執筆をはじめる。それを父の一座にかけたところ意外にも好評を博したという。また浅草松竹館に毎週通うほどの松竹蒲田映画のファンだった。
1922年、日活向島撮影所に俳優として入社。1923年、溝口健二監督の『夜』などで銀幕での親子出演を果たす。この年の『女と海賊』（伊藤大輔監督）を観て、時代劇に興味を持ち、伊藤映画研究所に参加し、シナリオを学ぶ。
1926年、父親が出演する『日輪』（伊藤大輔監督）でサード助監督を務める。

### 阪妻プロへ
同年、阪東妻三郎プロダクションが米国ユニバーサル社と提携、現代劇製作開始と聞きつけ、阪妻プロで月給150円の幹部俳優となる。当時助監督の江川宇礼雄と知り合い、江川の脚本による『九番倉庫』で主演。江川の第一回監督作『夜の怪紳士』でも助演した。

### 千恵プロへ
翌1927年、阪妻プロを去って、下賀茂の松竹京都撮影所に入社。月給25円の助監督となる。衣笠貞之助のサード助監督を経て、1928年に伊藤の紹介で伊丹万作とともに片岡千恵蔵プロダクションの創設に参加。同年千恵蔵主演、伊丹脚本の『天下太平記』で監督としてデビューし、以後、『放蕩三昧』『源氏小僧』『絵本武者修行』『元禄十三年』といった千恵蔵主演の明朗にして陽気な時代劇を多数手がけ、伊丹と共に千恵蔵プロの二本柱と呼ばれた。『絵本武者修行』や『元禄十三年』といった作品は、病気がちであった伊丹に代わっての監督担当だった。
1931年、日活が否決した『瞼の母』の企画を惜しんで、原作者長谷川伸に千恵蔵の名を騙って映画化許諾をもらい、千恵蔵を怒らせたが、首をかけて企画を通し、千恵プロと日活の契約更新第一作として完成、映画は大ヒット。この作品が駄目なら別の仕事で出直すつもりだったという稲垣は、この作品ではっきり方針を定め、監督を生涯の仕事と決めたという。
千恵プロではほかに『一本刀土俵入り』、子母沢寛原作『弥太郎笠』などの股旅物も多く作って好評され、のちにたびたびリメイクされている。

### 「鳴滝組」の結成

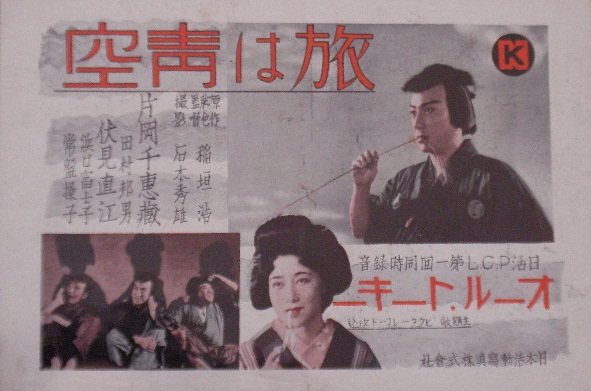
『旅は青空』ポスター

1932年、トーキー試作品『旅は青空』を監督。1933年、童謡ひろめ会を結成し、野口雨情の後援を受け、映画主題歌に取り組む。またこの年、三村伸太郎、山中貞雄、滝沢英輔、八尋不二ら京都の鳴滝に住んでいた若手映画人らと映画会社の垣根を超えた脚本執筆集団鳴滝組を結成し、梶原金八の合同筆名で山中監督『丹下左膳余話 百万両の壺』『河内山宗俊』、滝沢監督『太閤記』『宮本武蔵』のシナリオを執筆し、それぞれヒットを飛ばした。

### 日活へ
1935年、日活京都撮影所に入社。『関の弥太ッぺ』、中里介山原作の『大菩薩峠』を山中と共同監督したほか、前進座がユニット出演した『股旅千一夜』などを監督した。1938年、山中貞雄が戦死すると、友人たちで「山中会」を結成した。その後も1940年に片岡千恵蔵主演の『宮本武蔵』三部作を、1941年に『海を渡る祭礼』、阪東妻三郎主演の『江戸最後の日』などといった時代劇の大作や話題作を製作。太平洋戦争開戦後は、撮影所の文化委員長を務める。
1943年、病床の伊丹が脚本を書いた『無法松の一生』を監督。同作は戦前の日本映画を代表する名作といわれるが、人力車夫・無法松が軍人の未亡人に愛の告白をするという場面が時局に合わないとして、検閲でカットされた。
1944年、日華合作映画『狼火は上海に揚る』（大映・中華電影）を阪妻主演で製作。上海で8カ月にわたるロケを行った力作だったが、日本も上海も空襲で観劇のゆとりはなかったという。
1945年、撮影所の企画室で、阪妻とともに終戦を迎える。稲垣と阪妻は黙って手を握り合ったという。戦後は『最後の攘夷党』でいち早く活動を開始した。
1947年、東横映画の第1作となった現代劇『こころ月の如く』を監督。脚本の「藤木弓」は稲垣のペンネームである。

### 東宝へ
1950年からは主に東宝で活躍。同年から撮影した『佐々木小次郎』の三部作では、宮本武蔵役に三船敏郎を起用して評判を呼ぶ。次いで1954年に製作した『宮本武蔵』で三船を主役に起用してアカデミー賞アカデミー名誉賞を受賞。さらに1958年には自作のリメイクである『無法松の一生』にも三船を主演で起用し、ヴェネツィア国際映画祭金獅子賞に輝く。このときに本国に「トリマシタ ナキマシタ」の電報を打ったという話は有名である。
その後は黒澤明とともに東宝の大作及び時代劇路線の代表的な監督とされ、1959年に三船出演・円谷英二特撮の東宝1000本記念映画『日本誕生』を、1962年に東宝30周年記念映画『忠臣蔵』を製作し、それぞれ興行的に成功を収めた。のち東京宝映プロの代表に就任、タレントの指導や演劇活動を行った。晩年は日刊スポーツに劇画『ナンセンス三浪士』を連載した。
1980年5月21日、肝硬変で死去。享年74。墓所は谷中霊園。

## 人物・エピソード
あだ名は「イナカン」（稲垣監督の略）。1943年の『伊那の勘太郎』（滝沢英輔監督）の、長谷川一夫演じる主人公「伊那の勘太郎」は、この「イナカン」をもじった架空の人物だが、映画公開後、伊那には「勘太郎出生の地」と称する土地ができ、記念碑まで建てられてしまった。そればかりか「勘太郎餅」や「勘太郎茶漬け」が名物になってしまっていて、「勘太郎腰かけの石」などというものもあって、実在は動かすことができなくなってしまった。実際は勘太郎の創作者は三村伸太郎である。
大映の永田雅一社長は稲垣と同じく小柄で、ロイド眼鏡にコールマンヒゲをしていて、永田が駆け出しのころはよく稲垣と間違われた。「キミの方が顔は売れとるんだなア、しかし見とれよ、いまに君がわしに間違えられるようになってみせるよッて」と永田によく言われたという。たまにヒゲを剃ることがあったが、周りにはいつも驚かれ、成瀬巳喜男には「キミは変装できるからいいナ」と冷やかされたという。
大映京都撮影所の黒田義之は親戚に当たる。「特撮映画」が東宝のお家芸と言われた時代に、黒田が特撮監督を務めた『大魔神』（1966年）が完成した際には、自分が東宝に籍を置いているにもかかわらず、「東宝のやつ、びっくりするやろな」と大喜びしていたという。
稲垣は『日輪』で助監督となるが、厳密に言うとポジションは「サード」だった。黒田は「日本の撮影所で助監督を経ずにいきなり監督になったのは稲垣くらい」と述べている。
お酒に関しては少しずつ飲む「チョビ飲み」の人であったという。
土屋嘉男は敬愛する映画監督として、稲垣を「サングラスに、ちょび髭の伊達男」と呼び、「いかにも活動屋といった感じのくったくのない大物であった」と評している。撮影所では、「黒澤一家」と呼ばれた黒澤明の黒澤組に対し、稲垣組は「稲垣一家」と呼ばれ、黒澤の「天皇」に対して稲垣は「巨匠」と並び称された。撮影現場は和気藹々とのどかで、演技指導で遊びが入ることもあり、黒沢組と全く異なっていたという。土屋が「巨匠」と呼びかけると、優しい性格の稲垣は「なんだい」と答えてくれたという。「不思議な癖」があり、女優の演技で必ず本番直後に「何点」と採点していた。また何故かいつも土屋にだけ「阪妻に負けないようにね」とすぐに阪妻を引き合いに出したという。

## 代表作
Category:稲垣浩の監督映画
- 天下太平記（1928年）
- 放浪三昧（1928年）
- 続万花地獄 第二篇（1928年）※病臥の伊丹万作に代わって監督
- 絵本武者修行（1929年）
- 瞼の母（1931年）
- 一本刀土俵入（1931年）
- 元禄十三年（1931年）
- 弥太郎笠 去来の巻・独歩の巻（1932年）
- 時代の驕児（1932年）
- 富士の白雪（1935年）
- 関の弥太ッぺ（1935年）※山中貞夫と共同監督
- 大菩薩峠 第一篇 甲源一刀流の巻（1935年）
- 大菩薩峠 鈴鹿山の巻・壬生島原の巻（1936年）
- 出世太閤記（1938年）
- 地獄の虫（1938年）
- 尊王村塾（1939年）
- 袈裟と盛遠（1939年）※マキノ正博と共同監督
- 宮本武蔵シリーズ　※日活版
  - 宮本武蔵 草分の人々（1940年）
  - 宮本武蔵 栄達の門（1940年）
  - 宮本武蔵 剣心一路（1940年）
  - 宮本武蔵 一乗寺決闘（1942年）
- 海を渡る祭礼（1941年）
- 江戸最後の日（1941年）
- 無法松の一生（1943年）
- 狼火は上海に揚る（1944年）※日華合作映画
- 手をつなぐ子等（1948年）
- 忘れられた子等（1949年）
- 俺は用心棒（1950年）
- 佐々木小次郎（1950年）
- 稲妻草紙（1951年）
- 戦国無頼（1952年）
- お祭半次郎（1953年）
- 宮本武蔵シリーズ　※東宝版
  - 宮本武蔵（1954年）
  - 続宮本武蔵 一乗寺の決闘（1955年）
  - 決闘巌流島（1956年）
- 柳生武芸帳シリーズ
  - 柳生武芸帳（1957年）
  - 柳生武芸帳 双龍秘剣 （1958年）
- 無法松の一生（1958年）
- 或る剣豪の生涯（1959年）
- 日本誕生（1959年）
- ふんどし医者（1960年）
- 大坂城物語（1961年）
- ゲンと不動明王（1961年）
- 野盗風の中を走る（1961年）
- 忠臣蔵 花の巻・雪の巻（1962年）
- どぶろくの辰 (1962年)
- 秘剣（1963年8月31日、東宝）
- 士魂魔道 大龍巻（1964年）
- 暴れ豪右衛門（1966年）
- がらくた（1966年）
- 佐々木小次郎（1967年）
- 風林火山（1969年）
- 待ち伏せ（1970年）